# Trichosetodes truncatus
Trichosetodes truncatus är en nattsländeart som beskrevs av Douglas E. Kimmins 1963. Trichosetodes truncatus ingår i släktet Trichosetodes och familjen långhornssländor. Inga underarter finns listade i Catalogue of Life.